# Pterocarpus lucens
Pterocarpus lucens är en ärtväxtart som beskrevs av Jean Baptiste Antoine Guillemin och Perr. Pterocarpus lucens ingår i släktet Pterocarpus och familjen ärtväxter. IUCN kategoriserar arten globalt som livskraftig. Inga underarter finns listade i Catalogue of Life.